# لويز إدواردو فيليكس دا كوستا
لويز إدواردو فيليكس دا كوستا هو لاعب كرة قدم برازيلي في مركز الدفاع، ولد في 28 أبريل 1993 في Guaíra, São Paulo ‏ في البرازيل. لعب مع نادي بوا إيسبورت ونادي جوفنتودي ونادي ساو باولو ونادي ناوتيكو.

## وصلات خارجية
- لويز إدواردو فيليكس دا كوستا على موقع قاعدة بيانات كرة القدم.إي يو (الإنجليزية)
- لويز إدواردو فيليكس دا كوستا على موقع Soccerway.com (الإنجليزية)
- لويز إدواردو فيليكس دا كوستا على موقع عالم كرة القدم.نت (الإنجليزية)